# Spy × Family
Spy × Family (стилізовано як SPY×FAMILY) — японська манґа, написана та проілюстрована Тацуєю Ендо. Історія розповідає про шпигуна, який повинен «побудувати сім'ю», щоб виконати місію, і не підозрює, що дівчинка, яку він удочерив, телепатка, а нова дружина — досвідчена наймана вбивця. З березня 2019 року видається раз на два тижні у сервісі Shueisha Shonen Jump+ і видана в дев'яти томах-танкобонах станом на квітень 2022 року. Ліцензовано у Північній Америці компанією Viz Media.
Прем'єра аніме-серіалу від Wit Studio та CloverWorks відбулася на телеканалі TV Tokyo та його дочірніх станціях у квітні 2022 року. Він був ліцензований Muse Communication в Азії та Crunchyroll у всьому світі.
Станом на травень 2022 року тираж серіалу становить понад 21 мільйон копій.

## Сюжет
Щоб підтримувати мир між ворогуючими націями Весталіс і Останія, агенту Весталіса під кодовим ім'ям «Присмерк» доручено шпигувати за Донованом Десмондом, лідером Партії національної єдності в Останії. Однак через відлюдність Десмонда єдиний спосіб, яким «Присмерк» може зблизитися з ним — це записати дитину в ту саму приватну школу, де вчаться його сини, і видати себе за одного з батьків.
Щоб досягти цього і представити образ щасливої сім'ї, він створює псевдонім Лойд Форджер, усиновлює шестирічну сироту Аню і одружується з Йор Брайєр. Однако він навіть не здогадується, що Аня вміє читати думки, а Йор насправді професійна наймана вбивця. Ні Лойд, ні Йор не знають про справжні особистості одні одних або про те, що Аня знає, хто вони насправді. Пізніше сім'я завела собаку з даром передбачення, яку вони назвали Бондом. Попри ці невідомі «Присмерку» фактори та періодичні промахи здорового глузду через роки шпигунства, він повинен навчитися грати роль ідеального батька та чоловіка, щоб виконати свою місію.

## Виробництво
Тацуя Ендо та його редактор Шіхей Лін знайомі більше десяти років; Лін був редактором його першого серіалу Tista (2007). Коли Ліна перевели з редакційного відділу Jump Square в Shonen Jump+, Ендо з радістю пішов за ним, і вони почали нову роботу. Spy × Family містить елементи з трьох ван-шотів Ендо Jump Square: «Rengoku no Ashe», «Ishi ni Usubeni, Tetsu ni Hoshi» і «I Spy». Лін сказав, що сприйняття нового творіння серед редакції було настільки добрим, що серіалізацію було вирішено навіть до офіційної зустрічі.
Початковий проект отримав робочу назву «Spy Family», написану японською мовою. Вирішуючи остаточну назву, Ендо придумав понад 100 варіантів, але в підсумку вони використали ту саму назву, але англійською мовою та з «хрестиком» між ними під впливом Hunter × Hunter. Лін сказав, що він з Ендо завжди усвідомлюють лінію, де насильство, необхідний аспект шпигунської манґи, потрібне заради комедії. Оскільки Tista і Gekka Bijin мали темний настрій, редактор сказав Ендо зробити Spy × Family більш веселим. Аня була натхнена головною героїнею «Rengoku no Ashe». Її екстрасенсорне сприйняття було вирішено з початку, і Лін назвав його використання для комедійного ефекту однією з сильних сторін серіалу. Лін сказав, що серіал має читачів серед усіх віків і статей. Він також назвав чисте мистецтво Ендо та його здатність передавати емоції частиною привабливості манґи.

## Медіа

### Манґа
Написана та проілюстрована Тацуєю Ендо, Spy × Family публікується раз на два тижні в сервісі Shonen Jump+ з 25 березня 2019 року. Розділи, які виходять кожного другого понеділка, були зібрані та опубліковані в томах-танкобон Shueisha. Одночасно Shueisha безкоштовно публікує серіал англійською мовою на Manga Plus.
Viz Media почала безкоштовно публікувати Spy × Family англійською мовою 22 вересня 2019 року. Вони випустили перший том навесні 2020 року.

### Аніме
1 листопада 2021 року відкрився веб-сайт з анонсом аніме-адаптації виробництва Wit Studio та CloverWorks. Режисером серіалу став Кадзухіро Фурухасі, дизайнером персонажів — Кадзуакі Шімада, а музика написана гуртом [K]NoW_NAME. Серіал триватиме два роздільні етапи. Прем'єра першої частини відбулася 9 квітня 2022 року на станціях TXN. Початковою темою є пісня «Mixed Nuts» (яп. ミックスナッツ, Mikkusu Natsu) від Official Hige Dandism, а кінцевою — «Kigeki» (яп. 喜劇, «Comedy») Гена Хошіно. Crunchyroll ліцензував серіал за межами Азії. Muse Communication ліцензувала серіал у Тайвані, Південній та Південно-Східній Азії; вони транслюють його на своєму каналі YouTube (обмежений час для деяких доступних регіонів), Netflix, iQIYI, bilibili та інших регіональних потокових сервісах.
11 квітня 2022 року Crunchyroll оголосив, що серіал отримає англійський дубляж.

### Інші медіа
До серії манґи є супровідна книга, Spy × Family Official Fanbook: Eyes Only, яка побачила світ 2 травня 2022 року. Вона містить детальну інформацію та аналіз про персонажів і світ, кольорові ілюстрації, ранні дизайни персонажів, внески гостей, довге інтерв'ю з Ендо і коментарі Ендо та Ліна до більшості розділів. Ранобе Spy × Family: Kazoku no Shōzō (яп. SPY×FAMILY 家族の肖像, lit. Spy × Family: Family's Portrait), що містить чотири оповідання та семисторінковий «короткий роман», написаний Айєю Яджімою, було опубліковано 2 липня 2021 року. До аніме 4 квітня 2022 року вийшов путівник Animation × 1st Mission, який включає дизайн персонажів аніме, розкадровки, ключові анімації, інтерв'ю та коментарі його співробітників.

## Прийняття

### Популярність
У грудні 2019 року журнал Brutus включив серіал у свій список «Most Dangerous Manga», до якого увійшли роботи з найбільш «стимулюючими» та спонукаючими до роздумів темами. Пізніше того ж місяця Polygon включив його до списку найкращих коміксів 2019 року. Видання путівника Kono Manga ga Sugoi! 2020 року назвало Spy × Family найкращою серією манґи для читачів-чоловіків. Вона опинилася на першому місці в списку Honya Club's Nationwide Bookstore Employees' Recommended Comics of 2020, складеному шляхом опитування 1100 професійних співробітників японських книгарень. Її назвали «Найпопулярнішим веб-коміксом 2019 року», «Найпопулярнішим твором Shonen Jump+» і «Підписним Твором Jump+».

### Продажі
У 2020 році після виходу другого тому Spy × Family було продано 800 000 копій, включаючи цифрові та фізичні продажі. Ця кількість перевищила 2 мільйони з виходом третього тому і 3 мільйони з виходом четвертого. За версією Oricon, третій і четвертий томи серії були одними з 30 найбільш продаваних манґ 2020 року. Шостий том отримав початковий тираж понад 1 мільйон копій, вперше для Shōnen Jump+. Після виходу в грудні 2020 року Spy × Family був проданий тиражем 8 мільйонів цифрових і фізичних копій. На той момент він був на дев'ятому місці в списку манґи з найкращими продажами у 2020 році, з тиражем понад 4,5 мільйона копій.
У травні 2021 року тираж Spy × Family досяг 10 мільйонів копій, а до наступного місяця він збільшився до 11 мільйонів. З 537 558 копіями, проданими за перший тиждень, шостий том став другим поспіль томом серії, який дебютував на першому місці в щотижневому списку найбільш продаваної манґи Oricon. Станом на листопад 2021 року тираж манґи становив понад 12,5 мільйона копій. У 2021 році це була восьма найбільш продавана манґа, за рік було продано понад 4,9 мільйона копій.
3 квітня 2022 року, під час виходу 9 тому і до прем'єри аніме, манґа мала тираж понад 15 мільйонів копій. Станом на 30 травня 2022 року тираж манґи становив понад 21 мільйон копій. Орієнтовно це була 4-та найбільш продавана манґа за перші 5 місяців 2022 року.

### Критика
У позитивній рецензії на перші 11 розділів Антоніо Мірелес з The Fandom Post підсумував Spy × Family як чудову комедію про неблагополучну сім'ю, яка потрапляє в надзвичайні ситуації, які завжди йдуть не так завдяки їх унікальним особистостям. Він описав Лойда як прямолінійну людину, Йор — «дурну персонажку», а Аню — як чарівну дитину, «в яку читачі закохуються», як ідеальний рецепт комедії. Однак він відчував, що гуморовий ефект дурності Йор був використаний недостатньо. Ханна Коллінз з Comic Book Resources назвала перший том одною із найкращих манґ 2020 року. Вона високо оцінила ілюстрації Ендо, написавши, що «Екшн-комедія — це серйозний подвиг навіть в анімаційному чи живому виконанні. Щоб зробити це так добре на нерухомих зображеннях, потрібен справжній художній талант». Його таємною зброєю рецензент назвав гаму міміки художника, якою він завоює серця й уми читачів, та особливість Ані, яка, за словами Коллінз, «краде кожну сторінку, на якій вона з'являється».
Моргана Сантіллі з The Beat відзначила, що перший том Spy × Family чудово поєднує веселий шпигунський екшн з теплими сімейними моментами. Вона назвала ілюстрації Ендо «чистими і привабливими», що робить його пародію на післявоєнний Берлін легко впізнаваною. Сантіллі порівняла його комедію з комедією «From Eroica with Love», ще одним серіалом, присвяченим холодній війні. У огляді для Polygon Джулія Лі відзначила, що Ендо бере передумову, з якої можна створити «типову банальну екшн-манґу», і використовує її для створення одного з найкумедніших серіалів цього часу. Як і інші рецензенти, Лі високо оцінила ілюстрації Ендо, написавши, що він має хист до бойових сцен, а також «виразні кадри, які дійсно показують, як почуваються герої».

### Нагороди та номінації
| Рік  | Нагорода                                         | Категорія                                            | Результат    | Прим.         |
| ---- | ------------------------------------------------ | ---------------------------------------------------- | ------------ | ------------- |
| 2019 | Next Manga Awards                                | Веб-манґа                                            | Перемога     | [ 1 ]         |
| 2020 | Четвертий Tsutaya Comic Awards                   | Гран-прі                                             | Перемога     | [ 41 ] [ 42 ] |
| 2020 | Сорок четвертий Kodansha Manga Award             | Найкраща шьонен-манґа                                | Номінація    | [ 43 ]        |
| 2020 | Двадцять четвертий Tezuka Osamu Cultural Prize   | Культурна премія                                     | Номінація    | [ 44 ]        |
| 2020 | Тринадцятий Manga Taishō                         | Найкраща манґа                                       | Друге місце  | [ 45 ] [ 46 ] |
| 2020 | Двадцять перший Da Vinci Annual Book of the Year | Книга року                                           | Третє місце  | [ 47 ]        |
| 2021 | Чотирнадцятий Manga Taishō                       | Найкраща манґа                                       | Десяте місце | [ 48 ] [ 49 ] |
| 2021 | Eisner Award                                     | Найкраще видання міжнародного матеріалу в США — Азія | Номінація    | [ 50 ]        |
| 2021 | Harvey Award                                     | Найкраща манґа                                       | Номінація    | [ 51 ]        |
| 2022 | Eisner Award                                     | Найкраще видання міжнародного матеріалу в США — Азія | Номінація    | [ 52 ]        |